# Gedächtnismoschee
Gedächtnismoschee ist die Bezeichnung von Moscheen, deren Entstehung mehr der Schaffung geschichtlicher Erinnerungsplätze oder Gedenkorte für islamische Heilige geschuldet ist denn einem konkreten Bedarf an geeignetem Gebetsraum.
Der Islam hatte schnell selbst geschichtliche Erinnerungen geschaffen, die bald zur Entstehung neuer Moscheen führte. So erhielten nach dem Tode des Propheten Mohammed die Stätten, wo er zum Gebet verweilte, eine besondere Bedeutung. In Erinnerung verrichteten seine Anhänger bevorzugt an diesen Plätzen ihre Salāt. Schnell entstanden am Weg zwischen Mekka und Medina zahlreiche Moscheen zum Gedächtnis an den Propheten, darunter die al-Harām-Moschee in Mekka und die Prophetenmoschee in Medina. Gleiches gilt für den Weg nach Tabūk. Andere Moscheen entstanden an Orten, wo der Prophet Offenbarungen empfangen haben soll oder wo ein besonderer Sieg errungen wurde. Ein Beispiel dafür ist die Masdschid al-Fath, die an den Sieg über die Mekkaner erinnert. In Kairo soll nach einer Sage die Ibn-Tulun-Moschee dort errichtet worden sein, wo die Arche Noah nach der Sintflut landete. Eine Moschee neben Istakhar wird mit Sulaiman in Verbindung gebracht.
Die Grabmoschee ist eine besondere Art von Gedächtnismoschee, die mit einem Grab/Mausoleum verbunden war. Eine weitere Form der Gedächtnismoschee ist die Wallfahrtmoschee, die das Ziel von islamischen Wallfahrten ist. Die Grenzen sind fließend, sodass nicht immer eindeutig zwischen Erinnerungsmoschee, Grabmoschee und Wallfahrtmoschee unterschieden werden kann.